# باول أتكن
باول أتكن (بالإنجليزية: Paul Atkin)‏ (3 سبتمبر 1969 بنوتنغهام في المملكة المتحدة - ) هو لاعب كرة قدم بريطاني في مركز الدفاع. لعب مع نادي بوري ونادي ليتون أورينت ونادي يورك سيتي ونوتس كاونتي ونادي سكاربورو.

## وصلات خارجية
- باول أتكن على موقع قاعدة بيانات كرة القدم.إي يو (الإنجليزية)
- باول أتكن على موقع Soccerbase.com (لاعب) (الإنجليزية)